# Ї
Ї هو أحد حروف الأبجدية السيريلية، تستعمل في أوكرانية وروسينية. يطابق نطقه بالعربية يّ أي ياء مشددة وينطق هكذا في الأوكرانية؛ أما في الروسينية فهي تنطق ي بشكل طبيعي.
في النظام الروماني يظهر هذ الحرف على هيئة ï, ji, yi أو I.